# Derek Ryan (jégkorongozó)
Derek Ryan (Spokane, Washington, 1986. december 29. –) amerikai jégkorongozó, jelenleg az National Hockey League-ben szereplő Calgary Flames játékosa.

## Pályafutása
Derek Ryan karrierjét a WHL-ben szereplő Spokane Chiefs csapatánál kezdte. Tanulmányait a University of Alberta intézményében folytatta, így az egyetem jégkorongcsapatában, az Alberta Golden Bearsben játszott ez idő alatt. Első évében megnyerte csapatával a főiskolai bajnokságot, a University Cupot. 2010-ben újból döntőbe jutott csapatával, de ezúttal elveszítették a finálét a University Halifax ellenében. A következő éve még jobban sikerült, számos egyéni díjban részesült, többek közt ő lett a nyugati konferencia legjobb játékosa. 2011-ben fejezte be tanulmányait, majd Európában folytatta pályafutását.
Egy éves szerződést írt alá az Osztrák jégkorongligában szereplő Alba Volán Székesfehérvár csapatával. Egy év múlva az ugyancsak az EBEL-ben szereplő osztrák Villach szerződtette. Két jól sikerült szezon következett Ryan pályafutásában ő lett az első játékos aki az amerikai válogatottban pályára léphetett az EBEL-ből. 2013. november 8-án mutatkozott be a nemzeti csapatban, az amerikai csapat egy müncheni tornán lépett fel, Ryan két találkozón lépett pályára a Team USA-ban. 
2014. március 28-án a HC Bolzano elleni bajnoki elődöntőben megjavította Todd Eliks egy szezonra vonatkozó pontrekordját. A Villach nem jutott be a döntőbe, Ryan pedig a svéd Örebro HK csapatához írt alá két évre. Első szezonjában csapata egyik legjobb góllövője volt, ennek elismeréseképpen megkapta a Guldhjälmen-díjat, amelyet a svéd bajnokság legjobbjának ítélnek oda egymás közt a játékostársak. 2015 júniusában az NHL-ben szereplő Carolina Hurricanes ajánlott számára szerződést. A 2015-16-os idényt egy osztállyal lejjebb a Charlotte Checkersnél töltötte.

## Statisztika
| 2003–04 | Spokane Chiefs            | WHL  | 1  | 1  | 0  | 1  | 0  | 4  | 1 | 0  | 1  | 0 |
| 2004–05 | Spokane Chiefs            | WHL  | 71 | 14 | 32 | 46 | 39 | —  | — | —  | —  | — |
| 2005–06 | Spokane Chiefs            | WHL  | 72 | 24 | 37 | 61 | 50 | —  | — | —  | —  | — |
| 2006–07 | Spokane Chiefs            | WHL  | 72 | 28 | 31 | 59 | 50 | 6  | 3 | 2  | 5  | 2 |
| 2006–07 | Kalamazoo Wings           | UHL  | 3  | 0  | 2  | 2  | 0  | 13 | 1 | 4  | 5  | 8 |
| 2007–08 | University of Alberta     | CIS  | 28 | 11 | 14 | 25 | 20 | —  | — | —  | —  | — |
| 2008–09 | University of Alberta     | CIS  | 25 | 16 | 19 | 35 | 16 | —  | — | —  | —  | — |
| 2009–10 | University of Alberta     | CIS  | 28 | 14 | 25 | 39 | 30 | —  | — | —  | —  | — |
| 2010–11 | University of Alberta     | CIS  | 28 | 17 | 30 | 47 | 18 | —  | — | —  | —  | — |
| 2011–12 | Alba Volán Székesfehérvár | EBEL | 50 | 25 | 24 | 49 | 20 | 6  | 1 | 3  | 4  | 6 |
| 2012–13 | EC VSV                    | EBEL | 54 | 27 | 39 | 66 | 22 | 7  | 3 | 8  | 11 | 6 |
| 2013–14 | EC VSV                    | EBEL | 54 | 38 | 46 | 84 | 50 | 9  | 2 | 14 | 16 | 6 |
| 2014–15 | Örebro HK                 | SHL  | 55 | 15 | 45 | 60 | 18 | 6  | 0 | 1  | 1  | 2 |
| 2015–16 | Charlotte Checkers        | AHL  | 70 | 23 | 32 | 55 | 24 | —  | — | —  | —  | — |
| 2015–16 | Carolina Hurricanes       | NHL  | 6  | 2  | 0  | 2  | 2  | —  | — | —  | —  | — |
| 2016–17 | Charlotte Checkers        | AHL  | 9  | 5  | 8  | 13 | 0  | —  | — | —  | —  | — |
| 2016–17 | Carolina Hurricanes       | NHL  | 67 | 11 | 18 | 29 | 22 | —  | — | —  | —  | — |
| SHL     | SHL                       | SHL  | 55 | 15 | 45 | 60 | 18 | 6  | 0 | 1  | 1  | 2 |
| NHL     | NHL                       | NHL  | 73 | 13 | 18 | 31 | 24 | —  | — | —  | —  | — |

## Sikerei, díjai
| Díj                             | Év      |       |
| ------------------------------- | ------- | ----- |
| CIS All-Canadian Second Team    | 2009–10 | [ 3 ] |
| CIS (West) Most Valuable Player | 2010–11 | [ 3 ] |
| CIS First-Team All-Canadian     | 2010–11 | [ 3 ] |
| Guldhjälmen                     | 2014–15 | [ 3 ] |